# Alessandro Costacurta
Alessandro „Billy” Costacurta este un fost fotbalist italian, care a devenit antrenor. Costacurta a jucat 20 de ani la AC Milan fiind împrumutat pentru o scurtă perioadă la AC Monza. El este cel mai bine cunoscut pentru că a jucat alături de Franco Baresi, Paolo Maldini și Mauro Tassotti, formând una dintre cele mai mari apărări din Serie A și fotbalul european în anii '90. A fost fundaș central dar putea juca și pe flancul drept dacă era necesar. Este căsătorit cu modelul și fosta Miss Italia, Martina Colombari.